# Discografia de Kanye West
A discografia de Kanye West, rapper estadunidense, consiste em dezoito álbuns de estúdio, sendo 13 solos e 5 colaborativos com Jay-Z, GOOD Music, Kid Cudi (como Kids See Ghosts), com Ty Dolla Sign (como ¥$) e como Sunday Service Choir além de ter 58 singles, ele tem 59 vídeos musicais.

## Álbuns de estúdio
| Título                            | Detalhes | Posições nas tabelas | Posições nas tabelas | Posições nas tabelas | Posições nas tabelas | Posições nas tabelas | Posições nas tabelas | Posições nas tabelas | Posições nas tabelas | Posições nas tabelas | Posições nas tabelas | Certificações |
| Título                            | Detalhes | EUA                  | EUA R&B              | EUA Rap              | AUS                  | CAN                  | ALE                  | IRL                  | NZ                   | SUI                  | UK                   | Certificações |
| --------------------------------- | --- | -------------------- | -------------------- | -------------------- | -------------------- | -------------------- | -------------------- | -------------------- | -------------------- | -------------------- | -------------------- | --- |
| The College Dropout               | - Lançamento: 10 de fevereiro de 2004 - Gravadora: Roc-A-Fella, Def Jam - Formato: CD, LP, download digital, streaming | 2                    | 1                    | 5                    | —                    | 38                   | 77                   | 13                   | —                    | 96                   | 12                   | - : 4× Platina - : 2× Platina - : Platina - : Platina - : Ouro                                                          |
| Late Registration                 | - Lançamento: 30 de agosto de 2005 - Gravadora: Roc-A-Fella, Def Jam - Formato: CD, LP, download digital, streaming    | 1                    | 1                    | 1                    | 14                   | 1                    | 14                   | 2                    | 11                   | 9                    | 2                    | - : 4× Platina - : 3× Platina - : 2× Platina - : 2× Platina - : Platina - : Platina - : Platina - : Ouro                |
| Graduation                        | - Lançamento: 11 de setembro de 2007 - Gravadora: Roc-A-Fella, Def Jam - Formato: CD, LP, download digital, streaming  | 1                    | 1                    | 1                    | 2                    | 1                    | 10                   | 2                    | 2                    | 3                    | 1                    | - : 5× Platina - : 2× Platina - : 2× Platina - : 2× Platina - : Platina - : Platina - : Ouro - : Ouro - : Ouro - : Ouro |
| 808s & Heartbreak                 | - Lançamento: 24 de novembro de 2008 - Gravadora: Roc-A-Fella, Def Jam - Formato: CD, LP, download digital, streaming  | 1                    | 1                    | —                    | 12                   | 4                    | 30                   | 11                   | 15                   | 13                   | 11                   | - : 3× Platina - : Platina - : Platina - : Platina - : Platina - : Ouro                                                 |
| My Beautiful Dark Twisted Fantasy | - Lançamento: 22 de novembro de 2010 - Gravadora: Roc-A-Fella, Def Jam - Formato: CD, LP, download digital, streaming  | 1                    | 1                    | 1                    | 6                    | 1                    | 19                   | 18                   | 10                   | 10                   | 16                   | - : 3× Platina - : 2× Platina - : 2× Platina - : Platina                                                                |
| Yeezus                            | - Lançamento: 18 de junho de 2013 - Gravadora: Roc-A-Fella, Def Jam - Formato: CD, LP, download digital, streaming     | 1                    | 1                    | 1                    | 1                    | 1                    | 15                   | 4                    | 1                    | 6                    | 1                    | - : 2× Platina - : Platina - : Ouro - : Ouro                                                                            |
| The Life of Pablo                 | - Lançamento: 14 de fevereiro de 2016 - Gravadora: GOOD, Def Jam - Formato: LP, download digital, streaming            | 1                    | 1                    | 1                    | 65                   | 6                    | —                    | 8                    | —                    | —                    | 30                   | - : 2× Platina - : 2× Platina - : Platina - : Ouro - : Ouro                                                             |
| Ye                                | - Lançamento: 1 de junho de 2018 - Gravadora: GOOD, Def Jam - Formato: CD, LP, download digital, streaming             | 1                    | 1                    | 1                    | 1                    | 1                    | 25                   | 1                    | 1                    | 7                    | 2                    | - : Platina - : Ouro - : Ouro                                                                                           |
| Jesus Is King                     | - Lançamento: 25 de outubro de 2019 - Gravadora: GOOD, Def Jam - Formato: CD, LP, download digital, streaming          | 1                    | 1                    | 1                    | 1                    | 1                    | 19                   | 2                    | 1                    | 8                    | 2                    | - : Ouro - : Prata - : Ouro                                                                                             |
| Donda                             | - Lançamento: 29 de agosto de 2021 - Gravadora: GOOD, Def Jam - Formato: CD, download digital, streaming               | 1                    | 1                    | 1                    | 1                    | 1                    | 4                    | 1                    | 1                    | 2                    | 1                    | - : Platina - : Prata - : Ouro - : Platina - : Ouro                                                                     |
| Donda 2                           | - Lançamento: 23 de fevereiro de 2022 - Gravadora: YZY - Formato: streaming (Stem Player)                              | —                    | —                    | —                    | —                    | —                    | —                    | —                    | —                    | —                    | —                    | |
| Bully                             | - Lançamento: 25 de julho de 2025 - Gravadora: YZY - Formato: CD, LP, download digital, streaming                      | -                    | -                    | -                    | -                    | -                    | -                    | -                    | -                    | -                    | -                    | |
| In a Perfect World                | - Lançamento: ??? - Gravadora: YZY - Formato: ???                                                                      | -                    | -                    | -                    | -                    | -                    | -                    | -                    | -                    | -                    | -                    | |

## Álbuns colaborativos

### Álbuns de estúdio
| Título                                               | Detalhes | Posições nas tabelas | Posições nas tabelas | Posições nas tabelas | Posições nas tabelas | Posições nas tabelas | Posições nas tabelas | Posições nas tabelas | Posições nas tabelas | Posições nas tabelas | Posições nas tabelas | Posições nas tabelas | Certificações                                      |
| Título                                               | Detalhes | EUA                  | EUA Gospel           | EUA R&B              | EUA Rap              | AUS                  | CAN                  | ALE                  | IRL                  | NZ                   | SUI                  | UK                   | Certificações                                      |
| ---------------------------------------------------- | --- | -------------------- | -------------------- | -------------------- | -------------------- | -------------------- | -------------------- | -------------------- | -------------------- | -------------------- | -------------------- | -------------------- | -------------------------------------------------- |
| Watch the Throne (com Jay-Z)                         | - Lançamento: 8 de agosto de 2011 - Gravadora: Roc-A-Fella, Roc Nation, Def Jam - Formato: CD, LP, download digital, streaming | 1                    | –                    | 1                    | 1                    | 2                    | 1                    | 2                    | 5                    | 4                    | 1                    | 3                    | - : 5× Platina - : Platina - : Platina - : Platina |
| Kids See Ghosts (com Kid Cudi, como Kids See Ghosts) | - Lançamento: 8 de junho de 2018 - Gravadora: Wicked Awesome, GOOD, Def Jam - Formato: CD, LP, download digital, streaming     | 2                    | –                    | 1                    | 1                    | 4                    | 3                    | 33                   | 2                    | 3                    | 12                   | 7                    | - : Ouro - : Prata                                 |
| Jesus Is Born (como Sunday Service Choir)            | - Lançamento: 25 de dezembro de 2019 - Gravadora: INC - Formato: CD, LP, download digital, streaming                           | 73                   | 2                    | –                    | –                    | –                    | –                    | –                    | –                    | –                    | –                    | –                    |                                                    |
| Vultures 1 (com Ty Dolla Sign, como ¥$)              | - Lançamento: 9 de fevereiro de 2024 - Gravadora: YZY - Formato: CD, LP, download digital, streaming                           | -                    | -                    | -                    | -                    | -                    | -                    | -                    | -                    | -                    | -                    | -                    |                                                    |
| Vultures 2 (com Ty Dolla Sign, como ¥$)              | - Lançamento: 3 de agosto de 2024 - Gravadora: YZY - Formato: download digital, streaming                                      | -                    | -                    | -                    | -                    | -                    | -                    | -                    | -                    | -                    | -                    | -                    |                                                    |

### Extended Plays(EPs)
| Título                      | Detalhes |
| --------------------------- | --- |
| Never Stop (com King Combs) | - Lançamento: 26 de junho de 2025 - Gravadora: Goodfellas, YZY, Bad Boy - Formato: Download digital, streaming |

## Álbuns de compilação
| Título                         | Detalhes | Posições nas tabelas | Posições nas tabelas | Posições nas tabelas | Posições nas tabelas | Posições nas tabelas | Posições nas tabelas | Posições nas tabelas | Posições nas tabelas | Posições nas tabelas | Posições nas tabelas | Certificações |
| Título                         | Detalhes | EUA                  | EUA R&B              | AUS                  | CAN                  | DIN                  | HOL                  | FRA                  | ALE                  | SUI                  | UK                   | Certificações |
| ------------------------------ | --- | -------------------- | -------------------- | -------------------- | -------------------- | -------------------- | -------------------- | -------------------- | -------------------- | -------------------- | -------------------- | ------------- |
| Cruel Summer (como GOOD Music) | - Lançamento: 14 de setembro de 2012 - Gravadora: GOOD, Def Jam - Formato: CD, LP, download digital, streaming | 2                    | 1                    | 7                    | 4                    | 12                   | 10                   | 30                   | 74                   | 10                   | 2                    | : Platina     |

## Álbuns de Vídeo
| Título                              | Detalhes                                                                           | Posições nas tabelas | Certificações |
| Título                              | Detalhes                                                                           | EUA Video            | Certificações |
| ----------------------------------- | ---------------------------------------------------------------------------------- | -------------------- | ------------- |
| The College Dropout Video Anthology | - Lançamento: 22 de março de 2005 - Gravadora: Roc-A-Fella, Def Jam - Formato: DVD | 6                    | - : Ouro      |

## Ao vivo
- 2005 - Late Orchestation

- 2010 - Good Dreams [Mix Tapes]

## Outros
- 2005 - The College Dropout Video Anthology

## Singles

### Artista Principal
| Ano  | Single                                   | Posição nas paradas | Posição nas paradas | Posição nas paradas | Posição nas paradas | Posição nas paradas | Posição nas paradas | Posição nas paradas | Posição nas paradas | Certificações                                                                 | Álbum                             |
| Ano  | Single                                   | EUA                 | EUA R&B             | EUA Rap             | BRA                 | ALE                 | CAN                 | UK                  | AUS                 | Certificações                                                                 | Álbum                             |
| ---- | ---------------------------------------- | ------------------- | ------------------- | ------------------- | ------------------- | ------------------- | ------------------- | ------------------- | ------------------- | ----------------------------------------------------------------------------- | --------------------------------- |
| 2003 | "Through the Wire"                       | 15                  | 8                   | 4                   | —                   | 61                  | 23                  | 9                   | —                   | - : Platina - : Prata                                                         | The College Dropout               |
| 2004 | "All Falls Down" (part. Syleena Johnson) | 7                   | 4                   | 2                   | 1                   | —                   | 9                   | 10                  | —                   | - : 2× Platina - : Platina                                                    | The College Dropout               |
| 2004 | "Jesus Walks"                            | 11                  | 2                   | 3                   | 2                   | —                   | 4                   | 16                  | 37                  | - : 2× Platina - : Prata                                                      | The College Dropout               |
| 2004 | "The New Workout Plan"                   | —                   | 60                  | —                   | —                   | —                   | —                   | —                   | —                   | - : Ouro                                                                      | The College Dropout               |
| 2005 | "Diamonds from Sierra Leone"             | 43                  | 21                  | 11                  | —                   | 67                  | 18                  | 8                   | —                   | - : Platina - : Prata                                                         | Late Registration                 |
| 2005 | "Gold Digger" (part. Jamie Foxx)         | 1                   | 1                   | 1                   | 1                   | 35                  | 2                   | 2                   | 1                   | - : 8× Platina - : 2× Platina - : Ouro - : Platina - : 4× Platina - : Ouro    | Late Registration                 |
| 2005 | "Heard 'Em Say" (part. Adam Levine)      | 26                  | 17                  | 12                  | 32                  | —                   | 19                  | 22                  | 27                  | - : Platina                                                                   | Late Registration                 |
| 2006 | "Touch the Sky" (part. Lupe Fiasco)      | 42                  | 23                  | 10                  | —                   | —                   | 36                  | 6                   | 10                  | - : Platina - : Platina - : Platina                                           | Late Registration                 |
| 2006 | "Drive Slow" (part. Paul Wall & GLC)     | —                   | 42                  | —                   | —                   | —                   | —                   | —                   | —                   |                                                                               | Late Registration                 |
| 2007 | "Can't Tell Me Nothing"                  | 41                  | 20                  | 8                   | —                   | —                   | 16                  | 107                 | —                   | - : 3× Platina - : Ouro - : Prata                                             | Graduation                        |
| 2007 | "Stronger" (part. Daft Punk)             | 1                   | 30                  | 3                   | 2                   | 17                  | 1                   | 1                   | 2                   | - : 9× Platina - : 2× Platina - : Platina - : Platina - : 8× Platina - : Ouro | Graduation                        |
| 2007 | "Good Life" (part. T-Pain)               | 7                   | 3                   | 1                   | 3                   | 78                  | 23                  | 23                  | 21                  | - : 3× Platina - : Ouro                                                       | Graduation                        |
| 2007 | "Flashing Lights" (part. Dwele)          | 29                  | 12                  | 2                   | —                   | —                   | —                   | 29                  | 82                  | - : 3× Platina - : Ouro                                                       | Graduation                        |
| 2008 | "Homecoming" (part. Chris Martin)        | 69                  | —                   | 9                   | 48                  | —                   | 4                   | 9                   | 32                  | - : Platina - : Ouro - : Ouro - : Ouro - : Ouro                               | Graduation                        |
| 2008 | "Love Lockdown"                          | 3                   | 26                  | —                   | 1                   | 7                   | 5                   | 8                   | 18                  | - : 4× Platina - : Ouro - : Ouro - : Ouro - : Ouro                            | 808s & Heartbreak                 |
| 2008 | "Heartless"                              | 2                   | 4                   | 1                   | 1                   | —                   | 8                   | 10                  | 40                  | - : 7× Platina - : Platina - : Ouro - : Ouro - : Ouro                         | 808s & Heartbreak                 |
| 2009 | "Amazing" (feat. Young Jeezy)            | 89                  | 109                 | —                   | —                   | —                   | —                   | —                   | —                   | - : Platina                                                                   | 808s & Heartbreak                 |
| 2009 | "Paranoid" (feat. Mr. Hudson)            | —                   | —                   | —                   | 4                   | —                   | —                   | —                   | —                   | - : Ouro                                                                      | 808s & Heartbreak                 |
| 2009 | "Forever"                                | 8                   | 2                   | 1                   | 4                   | —                   | 26                  | 99                  | 42                  | - : 6× Platina - : Platina                                                    | More Than a Game (soundtrack)     |
| 2010 | "Power"                                  | 22                  | 22                  | 14                  | —                   | —                   | 49                  | 36                  | —                   | - : 4× Platina - : Platina - : Platina                                        | My Beautiful Dark Twisted Fantasy |

- "—" Indica que o single não entrou na respectiva parada musical.

## Participações
| Ano  | Música                                                                        | Posições nas paradas | Posições nas paradas | Posições nas paradas | Posições nas paradas | Álbum                             |
| Ano  | Música                                                                        | U.S. Hot 100         | U.S. R&B             | U.S. Rap             | RU                   | Álbum                             |
| ---- | ----------------------------------------------------------------------------- | -------------------- | -------------------- | -------------------- | -------------------- | --------------------------------- |
| 2003 | "Overnight Celebrity" Twista (feat. Kanye West)                               | 6                    | 2                    | 1                    | 16                   | Kamikaze                          |
| 2004 | "This Way" Dilated Peoples (feat. Kanye West)                                 | 78                   | 41                   | 22                   | –                    | Neighborhood Watch                |
| 2004 | "Down & Out" Cam'ron (feat. Syleena Johnson & Kanye West)                     | 94                   | 29                   | 20                   | –                    | Purple Haze                       |
| 2004 | "Talk About Our Love" (Brandy feat. Kanye West)                               | 36                   | 16                   | –                    | 6                    | Afrodisiac                        |
| 2004 | "Selfish" (Slum Village feat. John Legend & Kanye West)                       | 55                   | 20                   | 15                   | –                    | Detroit Deli (A Taste of Detroit) |
| 2004 | "The Food" (Common feat. Kanye West)                                          | –                    | –                    | –                    | –                    | Be                                |
| 2004 | "I Changed My Mind" (Keyshia Cole feat. Kanye West)                           | 71                   | 23                   | –                    | 48                   | The Way It Is                     |
| 2005 | "Extravaganza" (Jamie Foxx feat. Kanye West)                                  | –                    | 52                   | –                    | 43                   | Unpredictable                     |
| 2005 | "Go!" (Common feat. John Mayer & Kanye West)                                  | 79                   | 31                   | 21                   | 79                   | Be                                |
| 2006 | "Grammy Family" DJ Khaled (feat. Consequence, John Legend, & Kanye West)      | –                    | 124                  | –                    | –                    | Listennn... the Album             |
| 2006 | "Number One" (Pharrell feat. Kanye West)                                      | 57                   | 40                   | –                    | 31                   | In My Mind                        |
| 2007 | "Wouldn't Get Far" The Game (feat. Kanye West)                                | 64                   | 21                   | 11                   | –                    | Doctor's Advocate                 |
| 2007 | "Classic (Better Than I've Ever Been)" (por Kanye West, Nas, Rakim & KRS-One) | –                    | –                    | –                    | –                    |                                   |
| 2008 | "Beat Goes On" Madonna (feat. Kanye West)                                     | –                    | –                    | –                    | –                    | Hard Candy                        |
| 2008 | "Put On" (Young Jeezy feat. Kanye West)                                       | 12                   | 3                    | 1                    | —                    | The Recession                     |
| 2008 | "American Boy" (Estelle feat. Kanye West)                                     | 9                    | 55                   | –                    | 1                    | Shine                             |
| 2008 | "Swagga Like Us" (Jay-Z feat. T.I., Kanye West & Lil Wayne)                   | 5                    | 11                   | 4                    | 33                   | Paper Trail e The Blueprint 3     |

### Apareceu como convidado
| Ano  | Música                                          | Artista(s)                                |
| ---- | ----------------------------------------------- | ----------------------------------------- |
| 1999 | "What You Do to Me"                             | Infamous Syndicate                        |
| 2000 | "Let's Get Married (Reception remix)"           | Jagged Edge                               |
| 2001 | "Welcome 2 Chicago"                             | Abstract Mindstate                        |
| 2001 | "Never Change"                                  | Jay-Z                                     |
| 2002 | "The Bounce"                                    | Jay-Z                                     |
| 2003 | "The Good, the Bad and the Ugly"                | Consequence                               |
| 2003 | "Knock Knock (remix)"                           | Monica                                    |
| 2003 | "Changing Lanes"                                | CHOPS                                     |
| 2003 | "Higher"                                        | Do or Die                                 |
| 2004 | "U Know"                                        | White Boy                                 |
| 2004 | "Oh Oh"                                         | Melbeatz                                  |
| 2004 | "So Soulful"                                    | Consequence                               |
| 2004 | "03 'til Infinity"                              | Consequence                               |
| 2004 | "Take It As a Loss"                             | Consequence                               |
| 2004 | "I See Now"                                     | Consequence, Little Brother               |
| 2004 | "Getting Out the Game"                          | Consequence                               |
| 2004 | "Gettin' It In"                                 | Jadakiss                                  |
| 2004 | "Turn Yourself In"                              | Consequence                               |
| 2004 | "Get By (remix)"                                | Talib Kweli, Mos Def, Busta Rhymes, Jay-Z |
| 2004 | "Down and Out"                                  | Cam'ron, Syleena Johnson                  |
| 2004 | "My Baby"                                       | Janet Jackson                             |
| 2004 | "Confessions Part II" (remix)                   | Usher, Twista, Shyne                      |
| 2004 | "I Got a Love"                                  | Jin                                       |
| 2004 | "Pusha Man"                                     | Bump J                                    |
| 2004 | "Pusha Man (remix)"                             | Bump J, Keyshia Cole & Rhymefest          |
| 2004 | "The Way That U Do"                             | Carl Thomas                               |
| 2004 | "Number One"                                    | John Legend                               |
| 2005 | "Crazy"                                         | Aura                                      |
| 2005 | "They Say"                                      | Common                                    |
| 2005 | "Fly Away"                                      | Miri Ben-Ari, Fabolous & Musiq            |
| 2005 | "Stay the Night"                                | Mariah Carey                              |
| 2006 | "Brand New"                                     | Rhymefest                                 |
| 2006 | "More"                                          | Rhymefest                                 |
| 2006 | "Tell Me When to Go (remix)"                    | E-40, The Game, Ice Cube                  |
| 2006 | "Back Like That (remix)"                        | Ghostface Killah, Ne-Yo                   |
| 2006 | "Rise of the Phynx"                             | Jet Phynx                                 |
| 2006 | "Changing Lanes"                                | Jet Phynx                                 |
| 2006 | "Oh Drama"                                      | Chamillionaire, Stat Quo                  |
| 2006 | "Tooth Pick"                                    | Talib Kweli                               |
| 2006 | "Like This"                                     | DJ Clue, Fabolous                         |
| 2006 | "Still Dreaming"                                | Nas                                       |
| 2006 | "Anything"                                      | Patti LaBelle, Consequence                |
| 2006 | "Nirvana"                                       | Psycho Drama                              |
| 2007 | "I Still Love H.E.R."                           | Teriyaki Boyz                             |
| 2007 | "This Ain't a Scene, It's an Arms Race (remix)" | Fall Out Boy                              |
| 2007 | "My Drink n My 2 Step (remix)"                  | Cassidy, Swizz Beatz, Ne-Yo               |
| 2007 | "No One (remix)"                                | Alicia Keys                               |
| 2008 | "Billie Jean" (Thriller 25th)                   | Michael Jackson                           |
| 2009 | "Ego" Remix (I Am... Sasha Fierce)              | Beyoncé                                   |
| 2009 | "Run This Town" (The Blueprint 3)               | Jay-Z , Rihanna                           |
| 2009 | "Forever"                                       | Eminem , Lil Wayne , Drake                |

## Mixtapes
- 2002 - Chi Town Productions Presents: The Lost Tapes
- 2003 - I'm Good
- 2003 - Get Well Soon
- 2003 - Mick Boogie - Kanye Essentials: First Semester
- 2003 - Akademiks: Jeanius Level Musik
- 2003 - Akademiks: Jeanius Level Musik 2
- 2004 - Kon The Louis Vitton Don
- 2004 - The High School Graduate Mixtape
- 2004 - The High School Graduate Mixtape 2
- 2005 - Freshmen Adjustment
- 2005 - Freshmen Adjustment 2
- 2005 - Best of Kanye West
- 2005 - Tapemasters, Inc. & Kanye West: We Major In This
- 2005 - Mick Boogie & Kanye West - Second Semester: Kanye Essentials 2
- 2005 - The Late Mixtape
- 2005 - Summer School (The Late Registration Prequel)
- 2005 - Kanye West & J.A.M.E.S. WATTS - Summer Vacation: I'll Be Coming Home
- 2006 - DJ Keyz & Kanye West: Kon The Don
- 2006 - Clinton Sparks & Kanye West: Touch The Sky
- 2006 - The College Dropout: Mixtape Version
- 2006 - The College Dropout: Mixtape Version 2
- 2006 - The College Dropout: Mixtape Version 3
- 2006 - DJ LRM & Kanye West: Ego
- 2006 - DJ Kochece Presents Kanye West & Pharrell: Skateboards & Blazers
- 2006 - DJ LRM: Instrumental World # 35 (Kanye Edition)
- 2006 - DJ Rukiz: Early Enrollment (Kanye Blends)
- 2006 - DJ A-Trak & Kanye West: Welcome 2 Kanye's Soul Mix Show
- 2006 - Lushlife Presents: West Sounds (Kanye Meets The Beach Boys)
- 2006 - Gold Digging: As Sampled By Kanye West
- 2006 -  Class of '06: World's Best Dressed Label Under G.O.O.D Music
- 2007 - Kanye West Presents: Promise
- 2007 - DJ Dub: Style & Grace
- 2007 - DJ Dub: Style & Grace 2
- 2007 - Can't Tell Me Nothing (The Official Mixtape Mixed By Plain Pat)
- 2007 - Freshmen Adjustment 3
- 2007 - DJ LRM & Stackhouse: Alter Ego
- 2007 - DJ Mike Wacks & Illroots.com: The Graduate